# Felix Herzfelder
Felix Salomon Herzfelder (* 15. Oktober 1863 in Speyer; † 5. Oktober 1944 in Haifa) war ein deutscher Rechtsanwalt und juristischer Fachbuchautor. Er war langjähriger Bearbeiter des BGB-Kommentars von Staudinger im Bereich des Erbrechts.

## Leben
Felix Salomon Herzfelder wurde am 15. Oktober 1863 in Speyer, das damals Hauptstadt der bayerischen Rheinpfalz war, als Sohn eines Arztes geboren. Nach dem Abitur studierte er zunächst in Berlin, später in München  Rechtswissenschaften und wurde dort 1890 mit der Schrift Gewalt und Recht : eine Untersuchung über den Begriff des Gewaltverhältnisses ; zugleich ein Beitrag zur allgemeinen Rechts- und Staatslehre zum Dr. jur. promoviert. Bereits 1889 wurde Herzfelder in München als Rechtsanwalt zugelassen. Er erarbeitet sich schnell einen guten Ruf, was auch 1922 in der Ernennung zum Geheimen Justizrat zum Ausdruck kam. Des Weiteren führte Herzfelder zeitweise als Vorsitzender den Münchener Anwaltsverein und war Mitglied im Vorstand des Deutschen Anwaltvereins. Herzfelder betrieb eine Anwaltskanzlei in München, zeitweise mit seinem Sohn Franz. Mit der 5. Verordnung zum Reichsbürgergesetz vom 27. September 1938 wurde Herzfelder mit Wirkung vom 30. November 1938 die Zulassung als Rechtsanwalt entzogen. 1939 emigrierte der mittlerweile 75-jährige Herzfelder mit seiner Frau zunächst in die Türkei. Nach ihrem Tod 1941 ging Herzfelder nach Palästina, wo er 1944 kurz vor seinem 81. Geburtstag in Haifa verstarb.

## Wissenschaftliches Werk
Der Münchener Senatspräsident Julius von Staudinger konnte Herzfelder Ende des 19. Jahrhunderts als Mitherausgeber seines BGB-Kommentars gewinnen, welcher zwischen 1898 und 1903 erstmals in Sechs Bänden beim J. Schweitzer Verlag erschien. Innerhalb dieses Kommentars bearbeitete Herzfelder als alleiniger Autor den Bereich zum Erbrecht. Auch für weitere acht Auflagen zeichnete Herzfelder bis 1928 verantwortlich, bis er bei der 10. Auflage wegen seiner jüdischen Herkunft vom Verlag nicht mehr berücksichtigt wurde.

## Rechtsstreit mit dem J. Schweitzer Verlag
Ende 1933 erhielt der erst vor kurzem 70 Jahre alt gewordene Herzfelder vom J. Schweitzer Verlag die Mitteilung, dass man an seiner weiteren Mitarbeit am Staudinger kein Interesse mehr habe. Begründet wurde dies von Verlagsinhaber Arthur Sellier in einem persönlichen Brief an Herzfelder. Daraus geht hervor, dass der Ausschluss nichtarischer Autoren mit immer größerem Nachdruck betrieben wurde und ein Verlegen nichtarischer Autoren trotz bestehender Verträge angesichts der nunmehrigen Rechtsauffassungen nicht mehr möglich sei. Nach einer gescheiterten außergerichtlichen Einigung um Herzfelders Honoraransprüche klagte er im Sommer 1934 vor dem Landgericht München I auf Einhaltung der vertraglichen Vereinbarungen, die der Verlag mit ihm für die neue, 10. Auflage getroffen hatte. Dieser zum 12. Juli 1929 datierte Vertrag, von Herzfelder am 20. Februar 1933 unterzeichnet, legte pro sechzehnseitigem Druckbogen ein Honorar von 300 RM fest, das Herzfelder oder seinen Erben auch im Falle der Verhinderung der Vollendung des Manuskripts anteilmäßig zustand. Anwaltlich vertreten wurde Herzfelder dabei von Max Friedlaender. Den Honoraransprüchen gab das Landgericht München I mit Urteil vom 24. Oktober 1934 auch statt. Nach beidseitig eingelegter Berufung bestätigte das Oberlandesgericht München am 4. Februar 1935 das Urteil des Münchener Landgerichts, ein vorher nochmals vorgeschlagener Vergleich scheiterte am Verlag. Allerdings hatte zwar das OLG München die Honoraransprüche infolge einer sogenannten Erbenklausel bejaht, gleichzeitig aber die Herausgabe des Erbrechtskommentars unter Herzfelders Namen als unmöglich bezeichnet. Das sogenannte Charell-Urteil des Reichsgerichts vom 27. Juni 1936 bekräftigte dieses Rechtsauffassung. Nunmehr hatte die Rassenfrage endgültig Einfluss auf die höchstrichterliche Rechtsprechung in Deutschland genommen. Mit Auslieferung der neuen, 10. Auflage des Bandes zum Erbrecht im April 1937, nunmehr in Bearbeitung von Gustav Boehmer, beanspruchte Herzfelder vertragsgemäß neue Honorare in Höhe von 1.855 RM. Nach der Ablehnung der Zahlung durch den Verlag klagte er erneut. Wiederum erzielte Herzfelder einen vollen Erfolg, mit Urteil vom 21. Juli 1937 gab ihm das Landgericht München I vollumfänglich recht. Daraufhin ging der Verlag erneut in Berufung und machte laut den Erinnerungen Friedlaenders die Fachpresse mobil. In dieser wurde Herzfelder indirekt als Shylock bezeichnet und die Richter des nunmehr zuständigen OLG München vor Fehlentscheidungen gewarnt. Der Verlag wurde dabei durch den jungen Rechtsanwalt Fritz Ostler vertreten, welcher angesichts der Hetzkampagne vom Senatsvorsitzenden Hans Ehard gefragt wurde, ob Ostler den Standpunkt vertrete, dass Herzfelder, weil er Jude sei, den Prozess verlieren müsse. Der Verlag argumentierte im Verfahren damit, dass die Rechtsauffassung des 1935 ergangenen Urteils nach Erlass der Nürnberger Gesetze nicht mehr haltbar sei. Der 5. Zivilsenat des OLG München wies diese Berufung aber zurück, mit einer für damalige Zeiten durchaus denkwürdigen ausführlichen Begründung. Unter anderem führte er aus, dass eine Änderung in der Gesetzgebung die Rechtskraft eines Urteils nicht beseitigen könne, und es dementsprechend nicht bestimmt sei, dass ein Deutscher an einen Vertrag mit einem Juden nicht mehr gebunden sei. Darüber hinaus bestätigte es erneut die getroffene Erbenklausel. Nach Rechtskraft des Urteils erhielt Herzfelder insgesamt noch 2.709,59 RM an Honoraransprüchen.